# TV Hüttenberg
El TV Hüttenberg es un club de balonmano alemán de la ciudad de Hüttenberg que en la actualidad juega en la Bundesliga.

## Plantilla 2017-18
|  | Porteros - Matthias Ritschel - Fabian Schomburg Extremos - Daniel Wernig - Christian Rompf - Jannik Hofmann - Tobias Hann Pivotes - Moritz Lambrecht - Moritz Zörb - Mario Fernandes | Defensas - Tim Stefan - Tomáš Sklenák - Jan Wörner - Jonas Müller - Ragnar Jóhannsson - Szymon Sićko - Sebastian Roth - Dominik Mappes - Vladan Lipovina |